# إيرني بيتس
إيرني بيتس (بالإنجليزية: Ernie Pitts)‏ هو لاعب كرة قدم كندية أمريكي، ولد في 8 مارس 1935 في أليكويبا في الولايات المتحدة، وتوفي في 24 سبتمبر 1970 في دنفر في الولايات المتحدة بسبب إصابة بعيار ناري.

## وصلات خارجية
- إيرني بيتس على موقع JustSportsStats.com (الإنجليزية)